# Hötjärnen (Trehörningsjö socken, Ångermanland)
Hötjärnen är en sjö i Örnsköldsviks kommun i Ångermanland och ingår i Lögdeälvens huvudavrinningsområde. Sjön har en area på 0,0558 kvadratkilometer och ligger 177,8 meter över havet.

## Delavrinningsområde
Hötjärnen ingår i det delavrinningsområde (707601-165321) som SMHI kallar för Mynnar i Bladtjärnsbäcken. Medelhöjden är 212 meter över havet och ytan är 14,91 kvadratkilometer. Det finns inga avrinningsområden uppströms utan avrinningsområdet är högsta punkten. Vattendraget som avvattnar avrinningsområdet har biflödesordning 3, vilket innebär att vattnet flödar genom totalt 3 vattendrag innan det når havet efter 46 kilometer. Avrinningsområdet består mestadels av skog (80 procent). Avrinningsområdet har 0,22 kvadratkilometer vattenytor vilket ger det en sjöprocent på 1,5 procent.